# Christine Carrère
Christine Carrère, también conocida como Christine Carère (27 de julio de 1930 – 13 de diciembre de 2008) fue una actriz teatral y cinematográfica de nacionalidad francesa.

## Biografía
Su verdadero nombre era Christiane Élisabeth Jeanne Marie Pelleterat de Borde, y nació en Dijon, Francia.
Estuvo casada desde el año 1957 con el actor Philippe Nicaud (1926-2009), con el que tuvo dos hijos.
Ella falleció en Fréjus, Francia, en 2008.

## Teatro
- 1951 : Las amistades peligrosas, de Pierre Choderlos de Laclos, escenografía de Marguerite Jamois, Théâtre Montparnasse

## Selección de su filmografía
- 1951 : Olivia, de Jacqueline Audry
- 1951 : Folie douce, de Jean-Paul Paulin
- 1952 : Paris chante toujours, de Pierre Montazel
- 1952 : Un caprice de Caroline chérie, de Jean Devaivre
- 1953 : Terza liceo, de Luciano Emmer
- 1954 : Anatole chéri, de Claude Heymann
- 1954 : Cadet Rousselle, de André Hunebelle
- 1954 : Tout chante autour de moi, de Pierre Gout
- 1954 : Sang et Lumières, de Georges Rouquier
- 1954 : Una donna libera, de Vittorio Cottafavi
- 1955 : L'Affaire des poisons, de Henri Decoin
- 1956 : Don Juan, de John Berry
- 1957 : Printemps à Paris, de Jean-Claude Roy
- 1957 : La Nuit des suspectes, de Víctor Merenda
- 1957 : Les Collégiennes, de André Hunebelle
- 1957 : Bonjour jeunesse, de Maurice Cam
- 1957 : L'amour descend du ciel, de Maurice Cam
- 1957 : Les Délinquants, de Juan Fortuny
- 1957 : Quelle sacrée soirée, de Robert Vernay
- 1958 : Una cierta sonrisa (A Certain Smile), de Jean Negulesco
- 1958 : Mardi Gras, de Edmund Goulding
- 1959 : A Private's Affair, de Raoul Walsh
- 1966 : I Deal in Danger, de Walter Grauman